# بهاولنجر
بهافالنجر (بالأردوية: بہاولنگر)‏ هي مستوطنة، في باكستان، تقع في Bahawalnagar District ‏، وهي عاصمتها، بلغ عدد سكانها 141,935 نسمة وذلك حسب إحصائيات سنة 2017.

## المناخ
يظهر الجدول التالي التغييرات المناخية على مدار السنة لبهاولنجر:
| البيانات المناخية لـبهاولنجر      | البيانات المناخية لـبهاولنجر | البيانات المناخية لـبهاولنجر | البيانات المناخية لـبهاولنجر | البيانات المناخية لـبهاولنجر | البيانات المناخية لـبهاولنجر | البيانات المناخية لـبهاولنجر | البيانات المناخية لـبهاولنجر | البيانات المناخية لـبهاولنجر | البيانات المناخية لـبهاولنجر | البيانات المناخية لـبهاولنجر | البيانات المناخية لـبهاولنجر | البيانات المناخية لـبهاولنجر | البيانات المناخية لـبهاولنجر |
| الشهر                             | يناير                        | فبراير                       | مارس                         | أبريل                        | مايو                         | يونيو                        | يوليو                        | أغسطس                        | سبتمبر                       | أكتوبر                       | نوفمبر                       | ديسمبر                       | المعدل السنوي                |
| --------------------------------- | ---------------------------- | ---------------------------- | ---------------------------- | ---------------------------- | ---------------------------- | ---------------------------- | ---------------------------- | ---------------------------- | ---------------------------- | ---------------------------- | ---------------------------- | ---------------------------- | ---------------------------- |
| متوسط درجة الحرارة الكبرى °م (°ف) | 20 (68)                      | 23 (73)                      | 29 (84)                      | 36 (96)                      | 40 (104)                     | 41 (105)                     | 38 (100)                     | 37 (98)                      | 36 (96)                      | 34 (93)                      | 28 (82)                      | 22 (71)                      | 32 (89)                      |
| متوسط درجة الحرارة الصغرى °م (°ف) | 4 (39)                       | 7 (44)                       | 13 (55)                      | 19 (66)                      | 23 (73)                      | 28 (82)                      | 27 (80)                      | 27 (80)                      | 24 (75)                      | 17 (62)                      | 11 (51)                      | 6 (42)                       | 17 (62)                      |
| الهطول مم (إنش)                   | 18 (0.7)                     | 8 (0.3)                      | 21 (0.8)                     | 3 (0.1)                      | 8 (0.3)                      | 19 (0.8)                     | 92 (3.6)                     | 75 (2.9)                     | 35 (1.4)                     | —                            | 5 (0.2)                      | 1 (0.0)                      | 28.5 (11.1)                  |
| المصدر: Weatherbase 2015          |                              |                              |                              |                              |                              |                              |                              |                              |                              |                              |                              |                              |                              |